# 具志堅用高
具志堅用高（日语：／ Gushiken Yōkō，1955年6月26日—），是日本前拳擊手，電視藝人，生於沖繩縣石垣島，琉球姓氏為允姓，他曾是WBA世界輕蠅量級（當時在日本稱為初級蠅量級）冠軍。在1974年到1981年為職業拳擊手。他的職業生涯戰績為23勝1負，並且在1976年到1981年為世界拳擊協會輕蠅量級（Jr. flyweight）的冠軍。他曾於1979年推出個人音樂大碟「拳」。具志堅的爆炸頭是他的標誌性特徵。現隸屬經紀公司為太田製作公司。

## 生平
具志堅用高是琉球國士族允顯德（具志堅親雲上用易）的後裔，為允氏具志堅家第十二世。早年生活在石垣市。中學畢業後，他前往沖繩本島，就讀於興南高等學校。加入了拳擊部。後來他於1974年5月28日與牧公一（田邊）進行4回合比賽正式職業出道，雖最終判定勝出，但因對手體格優勢而苦戰。同年9月10日再戰牧公一，再度獲勝。其後，拳擊界新增了輕蠅量級（現稱輕量蠅級），具志堅也因體型原因轉戰此級別，實力隨之爆發。擊敗日本前列選手4連勝（其中3次KO），排名升至世界第10。
1976年1月23日，他在神奈川縣川崎市體育館對決當時世界排名第3、全勝紀錄（12KO）的美國選手塞薩爾·戈梅斯·基伊，於第7回合KO獲勝，獲得世界挑戰權。同年10月10日，他於山梨縣甲府市山梨學院大學體育館挑戰綽號「小佛曼」的WBA世界輕蠅量級冠軍胡安·荷西·古斯曼（多明尼加），第9場職業賽即登頂世界王者。面對KO率極高的冠軍對手，他運用快速連擊與靈活步伐壓制對方，2回與4回擊倒對手，第7回KO成功奪冠，成為首位出身沖繩的世界拳王。9戰奪冠是當時日本最短紀錄（後來被辰吉丈一郎與田中恒成刷新），該戰的酬金為80萬日圓。
1977年1月30日，在日本武道館首次衛冕，第九場比賽對戰世界第2（WBC冠軍為第1）的巴拿馬前WBA冠軍海梅·里奧斯。儘管對手以靈活身手在第2回擊倒具志堅並造成其雙眼腫脹，他仍憑穩健策略與中後段的身體攻擊扭轉局勢，以2比1判定勝出。1978年5月7日於廣島再戰里奧斯，7回擊倒對手，13回再以猛烈攻勢逼退對手，2分59秒TKO勝出。
1979年1月7日，他再戰委內瑞拉選手里戈貝托·馬爾卡諾，以第7回KO擊敗對手，成功第7度衛冕，刷新當時日本最多防衛紀錄（此前為6次）。同年4月8日於藏前國技館，擊敗巴拿馬前WBA蠅量級冠軍阿方索·洛佩茲，第8次衛冕成功，自第3次起連續6場KO防衛。
1980年6月1日於高知擊敗智利的選手馬丁·巴爾加斯，達成第12次防衛並創當時輕蠅量級最多防衛世界紀錄。10月12日於石川縣金澤市再戰墨西哥選手佩德羅·弗洛雷斯，苦戰至15回判定勝，完成第13次防衛，亦為日本男子選手最多防衛紀錄（僅次於女子小關桃）。
1981年3月8日，他在故鄉沖繩的具志川市立綜合體育館舉行第14次防衛戰，對手為上一戰的弗洛雷斯。第8回被擊倒，第12回再遭右直拳擊中倒地，雖然站起，但被連續攻擊，最終角落擲白巾認輸，失去王座。賽後他透露，因早期被拳擊打中眼睛導致視線模糊，後段完全失憶，連倒地也從報導中才知情。雖然有再戰計畫，但因被診斷為接近視網膜剝離而決定引退。
退役後，他擔任拳擊賽事解說員，也積極參與綜藝演出。1995年與日本首位世界冠軍白井義男共同創辦「白井・具志堅體育館」，擔任會長培育後進，包括前日本超蠅量級冠軍名護明彥、前OPBF東洋太平洋輕蠅量級冠軍嘉陽宗嗣。2017年5月20日，該館選手比嘉大吾奪得WBC世界蠅量級冠軍，成為該館首位世界正規冠軍。但於2020年6月6日宣布閉館，表示「年齡已使自己無法再以往般充滿熱情地指導」，於7月31日正式關閉。
2010年4月起，他加入太田製作事務所。同年6月參與綜藝節目《Quiz! Hexagon II》，憑著率性風格與奇特答案成為準常規班底。其實早在加入太田製作前便以天然呆風格活躍於電視。至2021年仍在多個綜藝節目中亮相，憑「ちょっちゅね」等口頭禪與獨特形象廣受歡迎。
2010年5月，他與其他前世界拳王共同創立「世界拳王會」。2011年5月，與BEGIN男團與夏川里美一同被任命為石垣市觀光大使。
2014年，他入選國際拳擊名人堂「Old Timer部門」。2015年獲頒「育男之年獎・運動爺爺部門」。

## 節目嘉賓
綜藝節目
- 2011年：《冒險JAPAN》
- 2011～2014年《全員逃走中》 參加第22、24、25、30、36回。

電視動畫
- 2025年：《在沖繩喜歡上的女孩方言講得太過令人困擾》（拳擊手、比嘉的爺爺）